# 지닝구

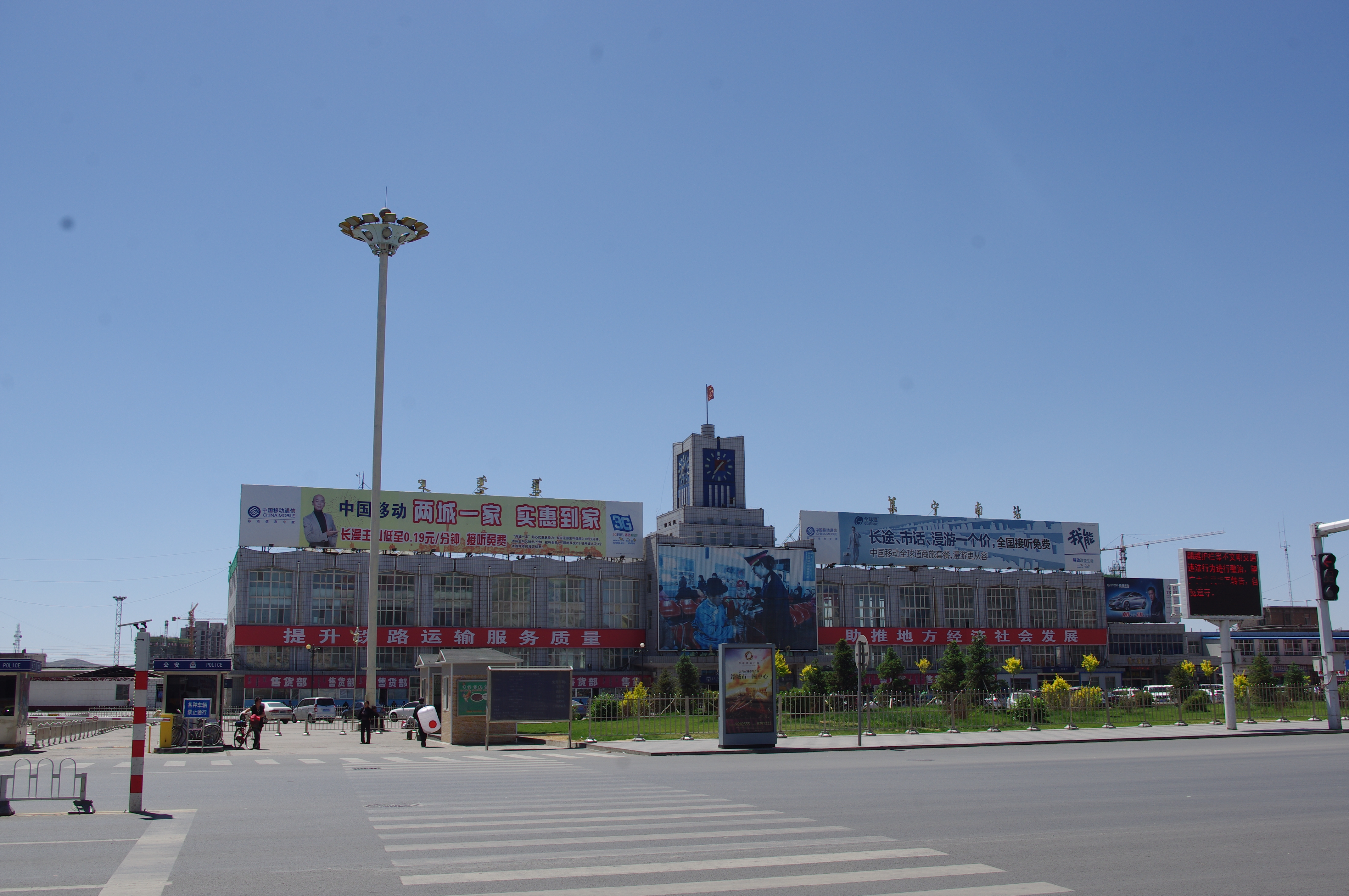

지닝구(한국어: 집녕구, 중국어: 集宁区, 병음: Jíníng Qū)는 내몽골 자치구 우란차부 시의 행정 중심지로 자치구 중서부, 인산산맥 남쪽 산기슭에 위치한다. 넓이는 114km2이고, 인구는 2007년 기준으로 300,000명이다. 한족, 몽골족, 후이족, 만주족, 다우르족, 티베트족, 위구르족, 먀오족, 이족 등이 거주한다.

## 역사
1675년에 지닝 지역은 차하얼성(차하르성) 정황기의 관할 하에 있었고 1750년에 펑전시의 관할로 바뀌었다. 1922년에 지닝으로 개칭되었고 행정구역이 되었으며 이듬해에 현이 되었다. 2004년에 울란차브 맹이 지급시로 승격됨에 따라 현급시에서 시할구가 되었다.

## 교통
지닝 남역(集宁南站)이 북쪽으로 국경 도시 얼롄하오터와 서쪽으로 후허하오터, 바오터우, 남쪽으로 광산 도시 다퉁으로 가는 철도의 교차점 역할을 한다. 중국 208번 국도가 통과한다.

## 천연 자원
지닝 지역은 석회석, 터키옥의 생산지이다.

## 행정 구역
8개 가도, 1개 진, 1개 향을 관할한다.
- 가도: 新体路街道, 桥东街道, 前进路街道, 常青街道, 虎山街道, 桥西街道, 新华街街道, 泉山街道.
- 진: 白海子镇.
- 향: 马莲渠乡.